# 岐阜県医師信用組合
岐阜県医師信用組合（ぎふけんいししんようくみあい）は、岐阜県岐阜市に本店を置く信用組合。
1966年1月設立。岐阜県内の医師や医療機関を対象とした、職域信用組合である。
岐阜県医師会館内にあり、店舗は本店のみである。